# Región Hod Oriental
Hodh el Charqui (en árabe: ولاية الحوض الشرقي) es una extensa región al este de Mauritania. Su capital es Néma. Otra ciudad importante es Ualata. La zona limita con Adrar, Tagant y Hod Occidental al oeste y Malí al este y sur.
Hodh El Chargui se divide en 6 departamentos:
- Amourj
- Bassikounou Bassikounou
- Djiguenni
- Néma Néma
- Timbedra
- Ualata Ualata